# Бедлам (фильм, 1946)
«Бедлам» (англ. Bedlam) — фильм ужасов продюсера Вэла Льютона и режиссёра Марка Робсона, вышедший на экраны в 1946 году.
Сценарий фильма был в значительной степени вдохновлён картиной Уильяма Хогарта «Бедлам», которая является восьмым листом его серии работ под общим названием «Похождения повесы». Другие работы этой серии Хогарта также использованы в фильме в качестве переходов между отдельными сценами и в качестве фона для титров. Имя Хогарта даже указано в качестве одного из авторов картины, наряду с авторами сценария Льютоном (выступавшим под псевдонимом Карлос Кит) и Робсоном.
Фильм, сочетающий жанр хоррор с элементами социальной драмы, рассказывает о бесчеловечных условиях содержания пациентов в психиатрической больнице Бедлам в Лондоне в 1761 году, и о той самоотверженной борьбе, которую начинает молодая женщина (Анна Ли) за реформирование лечебницы, которую она ведёт с её жестоким и коварным руководителем этого заведения (Борис Карлофф).
Фильм стал последним в легендарной серии психологических фильмов ужасов категории В, созданных продюсером Вэлом Льютоном на студии РКО в 1942—1946 годах, и его третьей и последней совместной работой с актёром Борисом Карлоффом.

## Сюжет
Действие картины происходит в 1761 году в Лондоне и связано с психиатрической больницей Святой Марии Вефлеемской, печально известной под названием «Бедлам». Некий мужчина пытается сбежать из больницы, он открывает окно и пытается залезть на крышу здания, цепляясь за край руками, однако охранник бьёт его ботинками по рукам. В результате мужчина падает вниз и разбивается. В этот момент мимо больницы проезжает влиятельный лорд Мортимер (Билли Хаус) в сопровождении своей протеже, молодой привлекательной актрисы Нелл Боуэн (Анна Ли). Ему сообщают, что только что с крыши здания сорвался человек, однако лорд не проявляет к этому никакого интереса. Только когда ему говорят, что разбившимся является поэт Колби, которому лорд заказал несколько стихотворений, он выходит из кареты взглянуть на убитого, одновременно вызывая на следующее утро к себе домой управляющего больницей Джорджа Симса (Борис Карлофф).
На следующее утро Симс в течение трёх часов ожидает приёма у лорда, пока тот осуществляет свой утренний туалет. Когда лорду, наконец, напоминают, что его ожидает посетитель, Мортимер неохотно принимает его и устраивает ему разнос из-за того, что по его недосмотру погиб тот самый поэт, которому лорд заплатил деньги за стихотворения. Однако льстивый и коварный Симс легко обманывает туповатого лорда, утверждая, что это был несчастный случай, и Колби сам сорвался с крыши здания. Кроме того, в качестве компенсации Симс готов устроить для гостей лорда весёлое представление силами пациентов больницы. Нелл не понимает, как можно смеяться над психически больными людьми, тогда Мортимер предлагает ей самой съездить в больницу и убедиться, как это смешно.
Во время визита Нелл приходит в ужас от тех страданий, нищеты и бесправия, в которых пребывают пациенты лечебницы. Уходя из больницы, она обвиняет во всём Симса и в порыве гнева бьёт его по лицу. Свидетелем этой сцены становится благочестивый квакер Уильям Ханнэй (Ричард Фрейзер), который пришёл устраиваться к Симсу каменщиком, однако отказался от работы, когда Симс потребовал отдавать ему часть своей зарплаты. Уильям помогает Нелл сесть на лошадь, одновременно выражая восхищение тем состраданием, которое она проявила в отношении больных. Однако актриса отвечает, что ударила Симса из раздражения его поведением, а не из-за сочувствия больным.
Во время представления на банкете у Мортимера, устроенном в честь партии тори, Симс приготовил номер со стихами, возвеличивающими лорда, которые должен читать пациент клиники, юноша в греческой тоге (Гленн Вернон), тело которого по приказу Симса покрыли золотой краской. Во время выступления юноше от недостатка воздуха становится плохо, и он умирает от удушья прямо на сцене под смех гостей. Однако Нелл возмущена этими действиями Симса, и прямо за столом высказывает своё мнение. На следующий день с разрешения Мортимера она направляется в Бедлам с намерением заняться реформированием этого заведения. Однако Симс переубеждает Мортимера, напоминая ему, что реформирование больницы потребует дополнительных расходов, что приведёт к увеличению налогов, в том числе лично со своего имущества лорд будет платить на 500 фунтов больше. Услышав это, Мортимер отказывается от планов улучшения условия больницы. Это возмущает Нелл, и она прямо заявляет, что не хочет иметь с ним ничего общего.
В ответ на это Мортимер забирает у Нелл всё её имущество, которое, по словам исполнителей, она получила от лорда во временное пользование. Нелл остаётся с одним белым попугаем, которого несёт на городской рынок, где попугай читает оскорбительные стихи о Мортимере. Лорд через своих людей пытается выкупить птицу у Нелл, однако она отказывается её продавать даже за очень крупные деньги. Тогда Мортимер по совету Симса он издаёт специальное предписание об изъятии попугая, однако Нелл отказывается его исполнять. Вместе с Уильямом она направляется к политическому противнику Мортимера, представителю партии вигов Джону Уилксу (Леланд Ходжсон), поговорить об этом деле. Обеспокоенный возможным вмешательством Уилкса, Мортимер по совету Симса приглашает Нелл к себе, давая ей крупную сумму за попугая. Взяв банкноту, Нелл кладёт её между двумя кусками хлеба и откусывает кусок «бутерброда», демонстрируя тем самым, что Мортимеру не удастся подкупить её.
Тогда Симс советует Мортимеру заточить Нелл в Бедлам, чтобы она замолчала. Поначалу лорду не нравится идея сажать здоровую женщину в психиатрическую больницу, но он соглашается с аргументами Симса, что так будет для них спокойнее, и даёт указание направить Нелл на медицинскую комиссию. Комиссия, на которую как Мортимер, так и Симс имеют большое влияние, признаёт Нелл сумасшедшей на том основании, что она ела деньги, и направляет её на лечение в Бедлам.
Узнав, что Нелл оказалась в сумасшедшем доме, Уильям с помощью знакомых каменщиков проникает в здание больницы и находит там Нелл. Она просит Уильяма как можно скорее найти Уилкса, и умоляет дать ей хотя бы его мастерок каменщика для защиты от возможного нападения.
В больнице Нелл устанавливает контакт с наиболее образованными и вменяемыми пациентами — судьёй Сидни Лонгом (Иэн Вулф) и совершенно здоровым драматургом Оливером Тоддом (Джейсон Робардс-старший), которого посадили в больницу с помощью шантажа, угрожая, что если он не будет писать стихи и пьесы для высокопоставленных заказчиков, его семью лишат содержания. Симс издевается над Нелл, засовывая ей в рот медную монету и предлагая съесть её вместо банкноты, которыми она любит питаться. Однако Нелл не падает духом, и начинает постепенно благоустраивать быт больных — наводит чистоту и порядок в палате, помогает страдающим преодолевать боль, а также с помощью человеческого тепла пытается сделать их жизнь приятнее. Возмущённый происходящими переменами, Симс решает пересадить Нелл в специальную клетку с огромным и жестоким пациентом по прозвищу Тигр Том. Но своим добрым отношением Нелл склоняет на свою сторону и Тома.
Тем временем Уильям и Уилкс организуют новое слушание медицинской комиссии по пересмотру дела Нелл. За день до заседания Симс приходит в клетку к Нелл, намереваясь заставить её принять особое «лекарство». Чувствуя неладное, Нелл отказывается следовать за ним. В этот момент другие пациенты обступают Симса и хватают его за руки. Нелл удаётся выскочить из клетки, и с помощью Тома сбежать из больницы. Поскольку Симс зашёл в палату без персонала, он оказался один на один с озлобленными пациентами, которые по предложению Лонга устраивают над Симсом суд. В своей речи Лонг признаёт Симса вменяемым и принимает решение отпустить его. В этот момент одна из пациенток, которая некоторое время назад украла мастерок у Нелл, рассекает Симсу голову, в результате чего тот теряет сознание. Пациенты подхватывают его за руки, оттаскивают его к дальней стене и с помощью оставленных каменщиками блоков и раствора живьём замуровывают его в стену.
На следующий день Уильям и Нелл вместе с членами комиссии приезжают в Бедлам в поисках пропавшего Симса. Увидев только что сложенную стену, Уильям и Нелл понимают, что Симса убили пациенты. Однако они решают никому не выдавать эту тайну, поскольку в любом случае убийство совершили люди, которые не отвечают за свои действия по причине сумасшествия.

## В ролях
- Борис Карлофф — Джордж Симс
- Анна Ли — Нелл Боуэн
- Билли Хаус — лорд Мортимер
- Ричард Фрейзер — Уильям Ханнэй
- Иэн Вулф — Сидни Лонг
- Джейсон Робардс - старший — Оливер Тодд
- Лейланд Ходжсон — Джон Уилкс
- Гарри Харви — Джон Грэй (в титрах не указан)
- Скелтон Кнаггс — Варни (в титрах не указан)
- Томми Нунан — каменщик (в титрах не указан)

## Создатели фильма и исполнители главных ролей
Продюсер Вэл Льютон вошёл в историю кино как создатель особого жанра — психологический фильм ужасов. Работая на студии РКО в период 1942—1946 годов, он создал девять фильмов в этом жанре, наиболее значимыми среди которых считаются «Люди-кошки» (1942), «Я гуляла с зомби» (1943), «Человек-леопард» (1943), «Седьмая жертва» (1943). Режиссёром первых трёх фильмов был Жак Турнье, а четвёртый фильм поставил Марк Робсон, быстро переквалифицировавшийся из киномонтажёров в режиссёры после того, как Турнье поручили другой проект. Льютон и Робсон после этого поставили вместе ещё три фильма — «Корабль-призрак» (1943), «Остров мёртвых» (1945) и «Бедлам» (1946), после чего их пути разошлись.
Марк Робсон за свою карьеру поставил 33 фильма, наиболее признанные среди них спортивные нуары «Чемпион» (1949) и «Тем тяжелее падение» (1956), военные драмы «Дом отважных» (1949), «Блестящая победа» (1951), «Постоялый двор шестой степени счастья» (1958) и «Поезд фон Райена» (1965), а также мелодрамы «Моё глупое сердце» (1949) и «Пейтон плейс» (1957).
Борис Карлофф прославился исполнением роли монстра в классических фильмах ужасов студии «Юнивёрсал» «Франкенштейн» (1931) и «Невеста Франкенштейна» (1935). Среди других памятных картин в жанре хоррор — «Старый страшный дом» (1932), «Мумия» (1932), «Чёрный кот» (1934), «Ворон» (1934), «Невидимый луч» (1936), «Человек, которого не могли повесить» (1939) и «Сын Франкенштейна» (1939). Помимо «Бедлама» Карлофф сыграл в двух фильмах Льютона — «Остров мёртвых» (1945) и «Похититель тел» (1945).
Британская актриса Анна Ли после переезда в Голливуд тесно сотрудничала с режиссёром Джоном Фордом, сыграв в нескольких его фильмах, среди них «Как зелена была моя долина» (1941), «Форт Апачи» (1948), «Последний салют» (1958), «Кавалеристы» (1959) и «Два всадника» (1961). Она также сыграла главную роль в фильме Фритца Ланга «Палачи тоже умирают!» (1943), а позднее исполнила небольшие, но памятные роли в фильмах Джозефа Манкевича «Призрак и миссис Мьюр» (1947), Сэмюэла Фуллера «Кровавое кимоно» (1959), Роберта Олдрича «Что случилось с Бэби Джейн?» (1962) и Роберта Уайза «Звуки музыки» (1965).

## Оценка фильма критикой

### Общая оценка фильма
Картина вызвала противоречивые отзывы критики. Как написал журнал «TimeOut», "даже самые ярые поклонники Льютона не утверждают, что «Бедлам» относится к числу его самых успешных фильмов, хотя его история знаменитого сумасшедшего дома XVIII века умно написана и восхитительно сыграна. В статье подчёркивается, что «сделанный с претензией посыл фильма одновременно стал его главной слабостью: изобразительный ряд скрупулёзно выстроен по гравюрам Хогарта, и такой эстетизм в конечном итоге губит большую часть наслаждения от сюжета», при этом не спасает даже "демонстративно прозаичная режиссёрская работа Робсона. «Тем не менее», подводит итог «TimeOut», «немногие голливудские фильмы позволяли себе такую амбициозность».
Шварц назвал картину «крупнобюджетным фильмом ужасов» (бюджет фильма составил 375 тысяч долларов по сравнению со 150 тысячами долларов всех остальных хорроров Льютона) и «серьёзной, амбициозной и умной попыткой вынести обвинительное заключение методам лечения психиатрических больных людей в Эпоху Просвещения». Критик пишет, что «впечатляющее повествование бросает сочувственный взгляд на то, как нужно лечить этих людей, категорически выступая против избиений и моральной жестокости, от которой страдали несчастные пациенты в то время». «Единственной проблемой картины», по мнению Шварца, стало то, что «всё сделано вяло, неинтересно».
Крейг Батлер назвал картину «вполне достойной просмотра, особенно поклонниками Вэла Льютона». Вместе с тем, «по всем понятиям, это не лучший фильм Льютона, у него есть несколько недостатков», но тем не менее «он является восхитительным примером жанра, в котором Льютон как усердно работал, так и пытался вырваться за ограничивающие его рамки».

### Особенности фильма
Джефф Стаффорд отмечает, что «„Бедлам“, действие которого происходит в Лондоне в 1761 году, стал отходом от предыдущих картин Вэла Льютона, сделав акцент на ужасающие социальные условия вместо сверхъестественных событий». Шварц также считает, что «в качестве социологического трактата он бьёт точно в цель, но в качестве психологического триллера он временами блуждает слишком далеко от цели. Для фильма ужасов он слишком много внимания уделяет социальным условиям вместо сверхъестественных явлений — на которых заработал свою репутацию продюсер Льютон». Эту же мысль поддерживает и Батлер, указывая, что «самой большой проблемой „Бедлама“ является то, что он пытается быть одновременно и фильмом ужасов и серьёзным социологическим трактатом, и просто не может удовлетворить потребности обоих жанров». С другой стороны, «если Робсон и не способен примирить хоррор с социологическими аспектами сценария, тем не менее он прекрасно работает в направлении усиления их обоих».
Стаффорд подчёркивает ещё один аспект картины: «Хотя фильм был принят не очень хорошо критикой и публикой после первоначального выхода на экраны, сегодня он может быть высоко оценён в качестве феминистического фильма ужасов. Центральный персонаж картины — Нелл — несёт наказание за свой ум и открытость в эпоху, когда у женщин было очень мало прав. Власть предержащие мужчины решают, что наилучшим способом разобраться с этой сложной женщиной — это объявить её сумасшедшей и посадить в сумасшедший дом. А что ещё более страшно для независимой женщины, чем быть подавляемой и абсолютно бесправной по сравнению с мужчинами, которые устанавливают правила?».

### Оценка работы режиссёра, оператора и актёров
Как отмечает Дейв Керр, к концу серии фильмов Льютона «его восхваляемый вкус и проницательность стали брать над ним верх: мизансцены строились по Хогарту, а фильм в целом приобрёл бесстрастный, театральный характер, чего не было стилистически точных лучших работах Льютона». Керр предполагает, что «возможно, виновен в этом режиссёр Марк Робсон, которому не хватило лирического воображения лучшего партнёра Льютона, Жака Турнье», но при этом «отличная операторская работа Николаса Мусураки вносит немало эффектных моментов».
Шварц считает, что «при скучной и тяжеловесной режиссуре Марка Робсона фильм не дышит огнём настолько, насколько должен. На самом деле, он работает лучше всего, когда критически показывает неадекватный уход за пациентами в лечебнице». С положительной стороны Шварц выделяет «выдающуюся мрачную операторскую работу Николаса Мусураки, и в равной степени отличную игру всего актёрского состава — особенно, тонко проработанную зловещую игру Бориса Карлоффа».
Батлер называет «Бедлам» «очень привлекательным фильмом с двумя достойными внимания звёздными ролями». Во-первых, «Борис Карлофф, один из лучших актёров, когда-либо работавших в часто неблагодарном жанре фильма ужасов, великолепен как правитель сумасшедшего дома. Угрожающий, вкрадчивый и двуличный, он тем не менее обворожительный и даже временами симпатичный, и Карлофф наполняет свою роль нюансами, добавляющими значительную глубину своему персонажи и фильму в целом». Батлер считает, что «его уровню вполне соответствует Анна Ли, которая идеально передаёт растущее социальное сознание своей героини, не позволяя себе выглядеть искусственно или натянуто». Кроме того, по мнению критика, «заслуживают внимания и производственные качества картины, в том числе, и изобретательная режиссёрская работа Марка Робсона».